# Pogroms da Guerra Civil Russa
Os pogroms da Guerra Civil Russa foram uma onda de assassinatos em massa de judeus, principalmente na República Popular da Ucrânia, durante a Guerra Civil Russa. Nos anos de 1918–1920, houve 1 500 pogroms em mais de 1 300 localidades, nos quais até 250 000 foram assassinados. Todas as forças armadas que operavam na Ucrânia estavam envolvidas nos assassinatos, em particular o Exército Popular Ucraniano anticomunista e as Forças Armadas do Sul da Rússia. Estima-se que mais de um milhão de pessoas foram afetadas por perdas materiais, 50 000 a 300 000 crianças ficaram órfãs e meio milhão foram expulsas de ou fugiram de suas casas.

## Antecedentes
A partir de 1791, os judeus que viviam no Império Russo foram quase exclusivamente autorizados a viver em Pale of Settlement, na parte ocidental do país. Também houve uma proibição de ocupar cargos públicos e estatais. Nos anos de 1881–1884 e 1903-1906, ocorreram grandes ondas de pogroms.
Durante a Primeira Guerra Mundial, quase meio milhão de judeus lutaram no Exército Imperial Russo. No entanto, o comando do exército russo tinha preconceito contra os judeus. Os oficiais da academia estavam convencidos de que os judeus minavam o poder do czar, culpavam-nos por não reconhecerem Deus em Jesus de Nazaré e estigmatizavam-nos como estrangeiros. Durante a guerra, grande parte da população russa culpou os judeus por causarem escassez de alimentos e inflação de preços, ou por espalharem rumores sobre a falta de armas, apesar de ser um dos segredos públicos mais conhecidos. A situação foi complicada pelo estabelecimento do "Comitê Alemão para a Libertação dos Judeus Russos" na Alemanha, cujos fundadores viam a guerra com a Rússia como um método de libertar os judeus russos da autocracia czarista.
Durante a retirada das tropas russas em 1915 do Congresso da Polônia, sob pressão das Potências Centrais, o comando militar deportou 250 000 judeus para o interior da Rússia. Mais 350 000 refugiados se juntaram a esse número. Suas propriedades foram saqueadas com frequência. Os recém-chegados não receberam segurança jurídica em seus novos lares.
A dispersão da população pelos territórios de vários países e a divisão de forças durante a Primeira Guerra Mundial fizeram com que os judeus se encontrassem em lados diferentes da frente. Em cada um desses lados, eles eram acusados coletivamente de favorecer o inimigo, incluindo espionar em nome do exército adversário. Os suspeitos de espionagem eram geralmente enforcados sem julgamento. Segundo o historiador Peter Kenez, a maioria das acusações de deserção, após serem executadas, revelaram-se falsas. Uma crescente atmosfera de antissemitismo fez com que eclodissem pogroms em Stanyslaviv, Chernivtsi e Tarnopol, durante a retirada das tropas russas da região.
Após a queda do czar em 2 de abril de 1917, o Governo Provisório de Alexander Kerensky aboliu o Pale of Settlement e revogou as restrições às minorias nacionais e religiosas. Essas decisões resultaram não apenas no florescimento da vida cultural e política judaica, mas também levaram muitos judeus a apoiar entusiasticamente o governo de Kerensky. Naquela época, o movimento político mais apoiado era o sionismo, com 300 000 membros. 34 000 pessoas pertenciam ao General Jewish Labour Bund em 1917. Ao mesmo tempo, o apoio ao comunismo era escasso: o censo do Partido Comunista Russo de 1922 mostrou que, antes de 1917, apenas 958 membros eram de origem judaica. A maioria dos judeus russos não tinha razão para apoiar o comunismo: o governo Kerensky, que lhes concedia igualdade e via com bons olhos o seu desenvolvimento cultural, satisfazia-os completamente, e o comunismo, como ideologia ateísta oposta à iniciativa privada, era contra o judaísmo e o sustento de muitos judeus.